# Escondacla thymodes
Escondacla thymodes är en insektsart som beskrevs av Nischk och D. Otte 2000. Escondacla thymodes ingår i släktet Escondacla och familjen syrsor. Inga underarter finns listade i Catalogue of Life.